# مؤتمر الهند العمومي للمرأة
مؤتمر الهند العمومي للمرأة هو منظمة غير حكومية مقرها دلهي. تأسست عام 1927 من قبل (مارغريت كوزينز) من أجل تحسين الجهود التعليمية للنساء والأطفال وقامت أيضا بتوسيع نطاقها  لمعالجة قضايا حقوق المرأة الأخرى. تعد المنظمة واحدة من أقدم المجموعات النسائية في الهند ولها فروع في جميع أنحاء البلاد.

## تاريخ
قد أسس مؤتمر الهند العمومي للمرأة في عام 1927 في بونه من أجل تعزيز تعليم النساء والأطفال والرفاهية الاجتماعية. دعت مارغريت كوزينز إلى إنشاء منظمة في أواخر عام 1925 عن طريق الكتابة إلى مجموعات نسائية أخرى وإلى الأصدقاء كي يجتمعوا لمناقشة تعليم النساء. عقد الاجتماع الأول في بونا بحضور 2000 شخص وقد اجتمعوا في قاعة كلية فرجسون بجامعة بونا. وكان معظم الحاضرين ملاحظين، الآخرون كانوا من النساء اللواتي جمعتهم كوزينز ليساعدوا في إنشاء المؤتمر. كانت امريت كاور أحد الأعضاء المؤسسين للمؤتمر. وكانت كمالاديفي تشاتوباديا أحد أول أمناء المؤتمر.  
بداية في عام 1928 بدأ المؤتمر في جمع الأموال لفتح كلية ليدي إيروين للاقتصاد المنزلي. وفي عام 1928 أيضا، أدرك المؤتمر أنه لا يمكن تناول موضوع تعليم المرأة دون التعامل مع العادات الاجتماعية الضارة. وأنشأت نساء المجلس لجنة لمراقبة التقدم في مشروع قانون زواج الأطفال والإبلاغ عنه، وكذلك الضغط على السياسيين فيما يتعلق بممارسة زواج الأطفال.  وقد شملت القضايا الأخرى التي عولجت منح المرأة الحق في الطلاق والوراثة والتصويت.
تم تسجيل المؤتمر في عام 1930 بموجب قانون تسجيل الجمعيات، 21 لعام 1860. (رقم 558 عام 1930). أنشأ المؤتمر جريدة روشني عام 1941، والتي نشرت باللغة الإنجليزية والهندية. قد شارك المؤتمر في الضغط على البرلمان لإصدار قوانين جديدة لحماية النساء في الهند وأيضا للمساعدة في توسيع نطاق حقوق التصويت. وتم إنشاء مكتب مركزي للمؤتمر عام 1946. وفي عام 1946 أيضا، تم إنشاء «لجنة سكيبو» للمساعدة في توفير العلاج الطبي للقرى. وعندما كانت الهند تناضل من أجل الاستقلال، غادر المنظمة العديد من الأعضاء المتطرفين لكي يصبحوا «دعاة قوميين».  كما طردت المنظمة الأعضاء الذين كانوا على صلة بالجماعات الشيوعية في عام 1948.

## أنشطة وبرامج
يعد تعليم المرأة أحد الاهداف الرئيسية الاولية للمؤتمر، ولا يزال يمثل شاغلا رئيسيا إلى اليوم. وقد تم تكثيف حملة المنظمة لمحو الأمية في عام 1996 عن طريق بدء برامج تعليمية غير رسمية للمتسربين من المدارس وبرامج لمحو الأمية للنساء البالغات اللاتي لديهن تأهيل حرفي من خلال فروعها. كما يعمل المؤتمر على خطط القروض الصغيرة وتنمية الطاقة للمرأة الريفية. وقد قام المؤتمر بتدريب النساء على استخدام المجففات الشمسية لتخزين الغذاء بطريقة صحية. كما ساعد النساء على العثور على عمل، ويشارك في القضايا الصحية ومنع الاتجار بالبشر.
- يوهان بيغوم من بوبال 1928
- الارمل راني مندي 1929
- ساروجيني نايدو 1930
- الدكتور موثولاكشمي ريدي 1931
- سارلا راي 1932
- السيدة فيدياغوري نيلكانث 1933
- السيدة عبد القادر 1934
- هيلا رستمجي فريدونجي 1935
- ماهاراني سيتو بارفاثاي 1936
- مارغريت أبناء العم 1937
- عمريت كور 1938
- راني لاكشميباي راجواد 1939
- شريفة حميد علي 1940-41
- راميشواري نهرو 1942
- فيجايالاكشمي بانديت 1943
- هانزا ميهتا 1946
- دانوانتي راما راو 1947
- أنسوياباي كيل 1948
- أورميلا ميهتا 1949-50
- حنا سين 1951-52
- رينوكا راي 1953-54
- لاكشمي ن. مينون 1955-58
- راكشا ساران 1959-60
- ميثان جامشيد لام 1961-62
- ماسوما بيغوم 1963-1964
- لاكشمي 1971-79
- ساروخيني فاراداببان 1981-1985
- أشوكا غوبتا 1986-90
- شوبانا رانادي 1991-1995
- كونتي بول 1996-1998
- كالافاتي تريباثي 1999-2001
- آبارنا باسو 2002-2004
- مانورما باوا 2005-2007
- غوماتي ناير 2008-2010
- بينا جين 2011-2013
- فينا كوهلي 2014-2016